# Première circonscription d'Esitie
La première circonscription d'Esitie est une des 135 circonscriptions législatives de l'État fédéré Amhara, elle se situe dans la Zone Sud Gonder. Sa représentante actuelle est Anguach Desalegne Biru.